# Портновская (платформа)
Портно́вская — остановочная платформа Белорусского направления МЖД в  Одинцовском районе Московской области.
Состоит из двух платформ, соединённых только настилом через пути. Не оборудована турникетами. К югу от платформы — деревня Подлипки. У платформы — дачная застройка. Между платформами Часцовская и Портновская — переезд Можайского шоссе через железнодорожные пути.
Время движения от Белорусского вокзала — около 65-70 минут.